# Cylindrotiltus versicolor
Cylindrotiltus versicolor är en insektsart som beskrevs av Willy Adolf Theodor Ramme 1929. Cylindrotiltus versicolor ingår i släktet Cylindrotiltus och familjen gräshoppor.

## Underarter
Arten delas in i följande underarter:
- C. v. inversus
- C. v. versicolor